# Stanisławiw Iwano-Frankiwsk
Stanisławiw Iwano-Frankiwsk (ukr. Волейбольний Клуб «Станіславів» Івано-Франківськ, Wołejbolnyj Kłub "Stanisławiw" Iwano-Frankiwśk) – ukraiński męski klub piłki siatkowej z siedzibą w Iwano-Frankiwsku, występujący w siatkarskiej Pierwszej Lidze Ukrainy.

## Historia
Chronologia nazw:
- 1996–2010: Fakeł Iwano-Frankiwsk (ukr. «Факел» Івано-Франківськ)
- 2011–...: Stanisławiw Iwano-Frankiwsk (ukr. «Станіславів» Івано-Франківськ)

Klub siatkarski Fakeł Iwano-Frankiwsk został założony w 1996 z inicjatywy Jewstachija Kryżaniwskiego - rektora Technicznego Uniwersytetu Nafty i Gazu w Iwano-Frankiwsku. Głównym trenerem został Serhij Kernycki, który przez 14 lat kierował drużyną.
W 2001/02 drużyna debiutowała w mistrzostwach Ukrainy w piłce siatkowej mężczyzn. W sezonie 2008/09 klub zdobył awans do Ukraińskiej Superlihi Siatkarzy.
W swoim debiutowym sezonie 2009/10 klub doznał fiasko - zajął ostatnie miejsce, nie wygrywając żadnego meczu, a potem przez brak finansowania w październiku 2010 został rozformowany.
W 2011 roku został odrodzony jako klub siatkówki o nazwie Stanisławiw Iwano-Frankiwsk, podstawę którego stanowili piłkarze amatorskiej drużyny "Bufalo". Po zdobyciu mistrzostwa obwodu iwanofrankiwskiego, klub wspierany przez władze miasta postanowił startować w w trzeciej klasie rozgrywek ukraińskiej siatkówki mężczyzn.

## Sukcesy
Sukcesy krajowe
- Mistrzostwo Ukrainy:
  - 7 miejsce (1x): 2009/10
- Puchar Ukrainy:
  - ćwierćfinalista (1x):

## Hala
Drużyna rozgrywa swoje mecze w Hali Kompleksu Sportowego Technicznego Uniwersytetu Nafty i Gazu w Iwano-Frankiwsku (zwanej SportKomleks IFTUNG), znajdującej się przy ul. Karpacka 15, 76000 Iwano-Frankiwsk.